# Callambulyx poecilus
Espèce
Callambulyx poecilus est une espèce d'insectes lépidoptères de la famille des Sphingidae, de la sous-famille des Smerinthinae, de la tribu des Smerinthini et du genre Callambulyx.

## Description
L'envergure varie autour de 77 mm. L'espèce est semblable à Callambulyx rubricosa, mais s'en distingue au niveau de la face dorsale par le marquage sombre du coin inférieur de l'aile postérieure.

## Répartition et habitat
Répartition
L'espèce est connue au sud de l'Himalaya, au nord du Pakistan, au Népal , en passant par le nord-est de l'Inde et le sud de la Chine (Yunnan et l'île de Hainan), au sud jusqu'au nord de la Thaïlande, au Vietnam, au nord de Sumatra.

## Systématique
- L'espèce Callambulyx poecilus a été décrite par l'entomologistes Lionel Walter Rothschild en 1898, sous le nom initial d'Ambulyx poecilus[1].
- La localité type est Murree, Pakistan.

### Synonymie
- Ambulyx poecilus Rothschild, 1898